# Chinesische Sicheltanne
Die Chinesische Sicheltanne (Cryptomeria japonica var. sinensis, Syn.: Cryptomeria japonica var. fortunei) ist eine Varietät der Sicheltanne (Cryptomeria japonica). Von manchen Autoren wird sie als eigenständige Art Cryptomeria fortunei geführt. Sie ist in China endemisch.

## Beschreibung

### Habitus
Die Chinesische Sicheltanne wird bis zu 40 Meter hoch und erreicht dabei Brusthöhendurchmesser von bis zu 2 Meter. Sie wird über 500 Jahre alt. Der kerzengerade Stamm endet in einer ovalen Krone. Die Äste werden zwischen 2 und 3 Meter lang und stehen in einem Winkel von 70 bis 85° vom Stamm ab. Sie bildet sowohl Kurztriebe als auch Langtriebe. Altbäume weisen eine rötlich-braune Borke auf, die sich in Streifen ablöst.

### Belaubung
Die Nadeln der Chinesischen Sicheltanne sind kurz-pfriemlich mit spitzen Apex und sind wechselständig oder spiralig angeordnet. Ihre Länge hängt sowohl von der Zweigposition als auch vom Baumalter ab. An den Zweigenden sind sie am kürzesten und liegen eng an, während sie in der Zweigmitte am längsten sind. Je nach Position werden sie zwischen 1 und 2,4 Zentimeter lang. Spaltöffnungen sind an allen vier Nadelseiten zu finden. Sie verbleiben zwei bis drei Jahre am Baum.

### Blüten, Zapfen und Samen
Die Chinesische Sicheltanne ist einhäusig-getrenntgeschlechtig (monözisch) und wird mit circa 20 Jahren mannbar. Die Blütezeit erstreckt sich von März bis April. Die lang-elliptischen männlichen Blütenzapfen sind einzeln in Blattachseln an den Zweigenden zu finden. Sie werden bis zu 7 Millimeter lang. Die weiblichen Blütenzapfen sind an den Enden von Kurztrieben zu finden. Die rundlichen bis kugelrunden Zapfen erreichen einen Durchmesser von 1,2 bis 2 Zentimeter und bestehen aus etwa 20 Schuppen. Sie reifen im Oktober/November. Im oberen Teil weisen die Zapfenschuppen 4 bis 5 kurze, dreieckige Dornen auf. Die dreieckigen und spitz zulaufenden Deckschuppen werden nur halb so lang wie die Samenschuppen. Unter jeder Samenschuppe befinden sich 2 gelblich-braune, flach-elliptische Samen. Die Samen werden 4 bis 6,5 Millimeter lang und 2 bis 3,5 Millimeter breit und weisen schmale Flügeln auf. Das Tausendkorngewicht liegt zwischen 3,9 und 4,2 Gramm. Die Keimrate liegt bei etwa 20 %.

### Wurzeln
Die Chinesische Sicheltanne ist ein Flachwurzler. Sie hat ein gut entwickeltes Seitenwurzelsystem. Ihre Wurzeln dringen in Tiefen von bis zu 1,5 Meter vor. Die meisten Wurzeln bilden sich in einer Bodentiefe von 40 bis 80 Zentimetern. Das Wurzelsystem erreicht einen Durchmesser von bis zu 8 Metern.

### Holz
Das rotbraune Kernholz hebt sich deutlich vom gelblich-weißen bis gelblich-braunen Splintholz ab. Das Holz ist leicht, geradfaserig und wohlriechend. Die Rohdichte bei einer Holzfeuchte von 15 % beträgt 0,34 bis 0,36 g/cm³.

## Verbreitung und Standort
Es liegen keine präzisen Angaben über das natürliche Verbreitungsgebiet in China vor. Es soll sich vom Mount West Tianmu in der Provinz Zhejiang südwestlich bis zum Huang Shanin der Provinz Anhui und zum Lu-Shan-Gebirge in der Provinz Jiangxi erstrecken. Von dort erstreckt es sich nach Südosten bis Nanping in der Provinz Fujian. Die Chinesische Sicheltanne wird in den Provinzen Zhejiang, Fujian, Jiangxi, Sichuan, Hunan, Hubei, Guizhou, Yunnan, Guangdong, Guangxi, Jiangsu, Anhui, Shandong und Henan künstlich angebaut.
Sie ist eine Baumart des gemäßigt-humiden Klimas mit Jahresniederschlägen über 1.000 mm. Die Mitteltemperatur des kältesten Monats, Januar, liegt über dem Gefrierpunkt. Sie besiedelt Gebirgslagen mit hoher Luftfeuchte, viel Nebel und kühlen Sommern. Anbauten im Flachland scheiterten an den hohen Temperaturen und der geringen Luftfeuchtigkeit in den Sommern. Sie bevorzugt tiefgründige, frische und gut drainierte Böden. Sie ist eine Lichtbaumart, verträgt als Jungbaum aber auch geringe Beschattung.

## Krankheiten und Schädlinge
Es sind nur drei Schädlinge bekannt, die zu nennenswerten Verlusten führen.
Der Pilz Cercospora cryptomeriae führt zu Nadelbräunung und Triebverlusten bei Sämlingen und Jungbäumen.
Der Rindenpilz Mirschkia tuberculifera bildet krebsartige Anschwellungen an Ästen, die zum Absterben führen.
Die Raupen des Schmetterlings Hoenimmenia roesleri fressen an Nadeln und Rinde und trennen junge Triebe ab.

## Nutzung
Das Holz der Chinesischen Sicheltanne findet als Konstruktionsholz und zum Brückenbau Verwendung. Es werden zudem daraus Möbel und landwirtschaftliche Geräte hergestellt.

## Systematik
Die taxonomische Stellung der Chinesischen Sicheltanne ist umstritten. Sie wird in der „Flora of Japan“ als Varietät der Sicheltanne (Cryptomeria japonica), Cryptomeria japonica var. sinensis beschrieben. Im Buch „Trees of Great Britain and Ireland“ wird die Art als Cryptomeria japonica var. fortunei beschrieben. Als eigenständige Art Cryptomeria fortunei wird sie hauptsächlich in der chinesischen Literatur betrachtet. Als morphologische Unterschiede zur Sicheltanne werden unter anderem die einwärts gekrümmten Nadelspitzen, die kleineren Zapfen, die Anzahl der Samen pro Zapfen sowie die Anzahl der Zapfenschuppen genannt.